# Epicaria

Städer under antiken i gränsområdet mellan Illyrien, Grekland och Thrakien.

Epicaria (klassisk grekiska: Ἐπικάρια) var en forntida stad i Illyrien, bebodd av folkstammen Cavii. Epicaria låg ungefär öster om staden Bassania.